# Thomas Forstner
Thomas Forstner (ur. 3 grudnia 1969 w Deutsch-Wagram) – austriacki piosenkarz i autor tekstów, dwukrotny reprezentant Austrii w Konkursie Piosenki Eurowizji: w 1989 (5. miejsce z piosenką „Nur ein Lied”) i 1991 (ostatnie, 22. miejsce z „Venedig im Regen”).